# Pidi Shuiku
Pidi Shuiku (kinesiska: 陂底水库) är en reservoar i Kina. Den ligger i provinsen Guangdong, i den södra delen av landet, omkring 240 kilometer sydväst om provinshuvudstaden Guangzhou. Pidi Shuiku ligger 36 meter över havet. Arean är 3,4 kvadratkilometer. Omgivningarna runt Pidi Shuiku är en mosaik av jordbruksmark och naturlig växtlighet. Den sträcker sig 1,7 kilometer i nord-sydlig riktning, och 3,6 kilometer i öst-västlig riktning.
Genomsnittlig årsnederbörd är 2 071 millimeter. Den regnigaste månaden är augusti, med i genomsnitt 347 mm nederbörd, och den torraste är januari, med 26 mm nederbörd.